# EUF-Bodenuntersuchung
Die Bodenuntersuchung nach der EUF-Methode (Elektro-Ultrafiltration) ist ein labortechnisches Analyseverfahren zur Untersuchung von Bodensubstraten auf ihre für Pflanzen verfügbaren Nährstoffe.
Die EUF-Methode ist ein praxisnahes Düngeberatungssystem von der Ziehung der Bodenprobe bis hin zur Erstellung einer Düngeempfehlung.

## Erklärung
Grundsätzlich beschreibt die EUF-Bodenuntersuchung ein Verfahren, mit dem Nährstoffe aus dem Boden extrahiert werden. Im Unterschied zu anderen Extraktionsverfahren wird bei der EUF-Methode mit vollentsalztem Wasser (VE) als Extraktionsmittel gearbeitet, in dem somit keine störenden Fremdionen vorhanden sind. Dies erlaubt eine direkte Erfassung aller im Boden enthaltenen, wasserlöslichen Nährstoffe.
Die anschließende, chemische Bestimmung der Elemente und Verbindungen, sowie deren Konzentration, wird mit üblicher Analytik aus der Extraktionslösung durchgeführt (Atomspektroskopie bzw. Spektrophotometrie).

## Methode
Das Prinzip der EUF-Methode besteht aus einer durch Wasser (als Transportmedium), Spannung, Temperatur und Unterdruck gestützten Extraktion der Nährstoffe aus dem Bodensubstrat. Die Extraktion wird in einer eigens für dieses Verfahren entwickelten Einheit durchgeführt (siehe Abbildung).

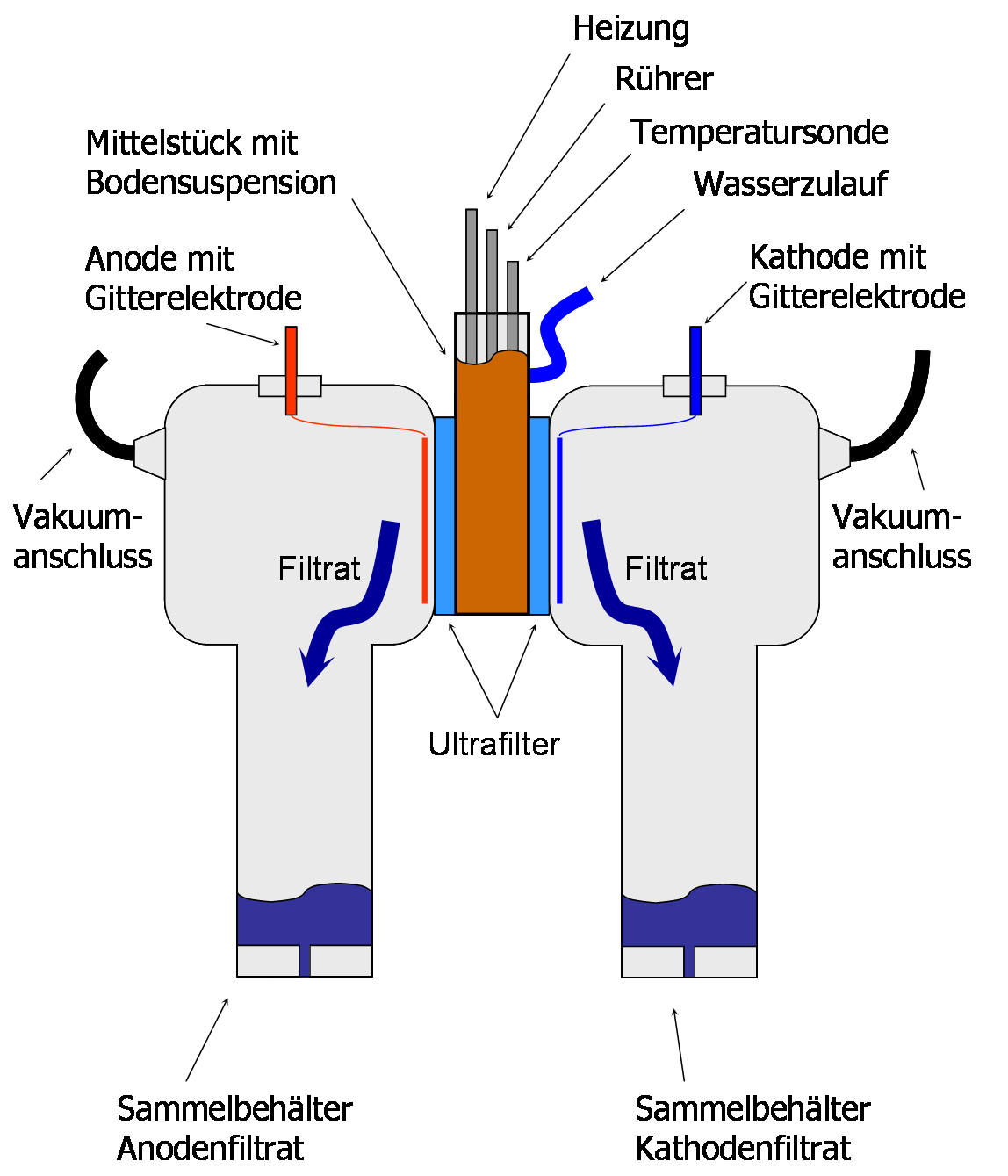
EUF-Kammersystem

In das Mittelstück des EUF-Kammersystems werden fünf Gramm Boden eingewogen und mit vollentsalztem Wasser aufgefüllt (Verhältnis Boden zu Wasser = 1:50). Ein Sensor hält den Wasserstand konstant, während Heizung, Temperatursonde und Rührwerk für homogene physikalische Bedingungen im Mittelstück sorgen. Dieses wird durch Ultrafilter und Platingitterelektroden von den Außenkammern getrennt. Die Gitterelektroden dienen als Anode bzw. als Kathode.
Mit dem Verfahren lassen sich durch Variation der Extraktionsbedingungen unterschiedliche Fraktionen gewinnen. So ist es möglich, bei „sanften“ Extraktionsbedingungen lösliche Nährstoffe (erste Fraktion), und bei „härteren“ Bedingungen (zweite Fraktion) die nachlieferbaren Nährstoffe des Bodens zu erfassen. Prinzipiell können beliebig viele Fraktionen erstellt werden, womit die Freisetzung der Nährstoffe nachgebildet werden kann (Desorptionskurven). So sind Aussagen über die zeitliche Dynamik und damit über die Freisetzungskinetik der Stoffe im Boden möglich. Für die Praxis werden zurzeit folgende Fraktionen ermittelt:
In der ersten Fraktion herrschen für 30 Minuten folgende Bedingungen:
- 20 °C
- maximal 200 Volt bei
- maximal 15 Milliampere (mA)

In der zweiten Fraktion herrschen für fünf Minuten folgende Bedingungen:
- 80 °C
- maximal 400 Volt bei
- maximal 150 Milliampere (mA)

Der Unterdruck liegt während der gesamten Extraktionszeit bei −0,7 bar in der Anodenkammer und −0,3 bar in der Kathodenkammer.
In den Kammern unterhalb der Anode bzw. Kathode sammelt sich das Filtrat, das für jede Fraktion separat erfasst wird. Diese Filtrate werden, jedes für sich getrennt, der chemischen Analyse zugeführt.

### Analysespektrum
Zum gegenwärtigen Zeitpunkt werden alle Hauptnährstoffe der Pflanzen gleichzeitig aus einer Bodenprobe untersucht. Neben Stickstoff (in Form von Nitrat, Ammonium, sowie leicht löslichem, organisch gebundenem Stickstoff), Phosphor, Kalium und Kalzium werden Natrium, Magnesium, Schwefel und Bor analysiert. Das EUF-Verfahren erlaubt die Extraktion aller wasserlöslichen Ionen, begrenzend ist lediglich die analytische Nachweisbarkeit.

## Das EUF-Düngeberatungsmodell
Von der Ziehung der Bodenprobe bis zur Erstellung einer schlag- und kulturartspezifischen Düngeempfehlung besteht mit der EUF-Bodenuntersuchung ein Modell, das sich im Vergleich zu anderen Bodenuntersuchungen, durch seine hohe Praktikabilität auszeichnet:
- Die Bodenprobe wird lediglich aus der Pflugfurche (0–30 cm) gezogen.
- Die Probenahme erfolgt, wenn stabile Nährstoffverhältnisse im Boden vorliegen, d. h. wenn die Nährstoffaufnahme der Vorfrucht beendet ist (kurz vor der Getreideernte beziehungsweise im November im Jahr vor dem Anbau der Kultur, für die die Düngeempfehlung erstellt werden soll).
- Für die Bodenprobe ist keine Kühlkette erforderlich.
- Für alle Nährstoffe ist nur eine einzige Extraktion nötig.